# Yate (volcan)
Pour les articles homonymes, voir Yate (homonymie).
Le Yate est un volcan du Chili qui se présente sous la forme d'un stratovolcan allongé, recouvert de glaciers et culminant à 2 187 mètres d'altitude. En 1965, un glissement de terrain sur l'un de ses flancs s'est jeté dans le lac Cabrera, formant un tsunami qui cause la mort de 27 personnes et détruit plusieurs maisons.